# Janusz Zygmunt Czub
Janusz Zygmunt Czub (ur. 1947) – polski fizyk i nauczyciel akademicki, profesor nadzwyczajny Uniwersytetu Gdańskiego, doktor habilitowany nauk fizycznych. Specjalizuje się w fizyce teoretycznej, optyce kwantowej oraz spektroskopii atomowej.

## Życiorys
W 1996 na Wydziale Fizyki, Astronomii i Informatyki Stosowanej Uniwersytetu Mikołaja Kopernika w Toruniu na podstawie pracy habilitacyjnej pt. Efekty czasowe w rozpraszaniu impulsów światła na atomie w obecności zderzeń z atomami gazu buforowego uzyskał tytuł naukowy doktora habilitowanego nauk fizycznych w zakresie fizyki (specjalność : fizyka teoretyczna).
Pracuje na Uniwersytecie Gdańskim oraz w Pomorskiej Szkole Wyższej w Starogardzie Gdańskim. Jest kierownikiem Zakładu Spektroskopii Atomowo-Molekularnej i Astrofizyki na UG.